# Здаљевац
Здаљевац је насељено место у Босни и Херцеговини у општини Јајце. Административно припада Федерацији Босне и Херцеговине, односно њеном Средњобосанском кантону. Према попису становништва из 2013. у насељу је било 194 становника, а већинску популацију у насељу чинили су Бошњаци.

## Становништво
По последњем службеном попису становништва из 2013. године у насељу Здаљевац живело је 194 становника, а пре рата село је било етнички хетерогено са мешовитом бошњачко-хрватском  популацијом.
| Националност | 2013. | 1991.        | 1981.        | 1971.        |
| Бошњаци      | —     | 127 (55,52%) | 110 (55,57%) | 100 (57,14%) |
| Хрвати       | —     | 101 (43,91%) | 88 (44,44%)  | 68 (38,86%)  |
| Срби         | —     | 0            | 0            | 0            |
| Југословени  | —     | 2 (0,87%)    | 0            | 0            |
| остали       | —     | 0            | 0            | 7 (4,00%)    |
| Укупно       | 194   | 230          | 198          | 175          |